# Able Danger
Able Danger is een klein geheim inlichtingenteam van het Amerikaanse leger opgezet in 1999 met het doel informatie over Al Qaida netwerken in de wereld te verzamelen. Voor zover bekend valt de eenheid onder het Special Operations Command (SOCOM) van het Amerikaanse leger.
In augustus 2005 werd het bestaan van Able Danger bekend toen werd gesuggereerd dat het team vier van de latere kapers van de terroristische aanslagen op 11 september 2001 had geïdentificeerd, te weten Mohammed Atta, Marwan al-Shehhi, Khalid al-Mihdar en Nawaf al-Hazmi al in 1999 als leden van een cel. Able Danger zou hebben geadviseerd deze informatie met de FBI te delen. Juristen van het Pentagon zouden dit hebben verhinderd. Deze claim wordt betwist door het Pentagon, de FBI en op basis van de tijdlijn van de 9/11 Commissie welke Atta's aankomst in de V.S. op het jaar 2000 stelt. 